# Monaster Zaśnięcia Matki Bożej w La Faurie
Monaster Zaśnięcia Matki Bożej – męski klasztor prawosławny w La Faurie. Podlega on Greckiej Metropolii Francji Patriarchatu Konstantynopola.
Monaster został wzniesiony przez mnichów na płaskowyżu w Alpach, na miejscu ruin osady Notre Dame de Beauchaine. W 1970, za zezwoleniem archimandryty Stefana (Charalambidesa), w ruinach wsi osiedlił się kapłan prawosławny imieniem Wiktor. Zaczął on organizować na miejscu zespół budynków, które mogłyby służyć do czasowego życia w odosobnieniu, poświęconego medytacji i studiom teologicznym. Pierwsza Święta Liturgia w tworzącym się monasterze została odprawiona w 1971. W 1972 poświęcona została cerkiew Zaśnięcia Matki Bożej. W 1974, po spotkaniu ze zwierzchnikiem monasteru św. Mikołaja w La Dalmerie, kapłan z La Faurie postanowił zorganizować monaster. W 1978 złożył śluby zakonne, zaś od 1981 posiadał zgodę metropolity Greckiej Metropolii Francji Melecjusza na przyjmowanie nowicjuszy do wspólnoty. W latach 80. prowadzona była rozbudowa budynków monasterskich na potrzeby zwiększającej się liczby mnichów, na czele których stał mnich Wiktor, już jako igumen. 
Kompleks budynków monasterskich składa się z kaplicy św. Marcina z Tours, mniejszej kaplicy św. Mikołaja pełniącej równocześnie zadania zakrystii, sali zgromadzeń, warsztatu ikonograficznego, refektarza z kuchnią, cel mnichów oraz pomieszczeń przeznaczonych dla czasowego kwaterowania gości. Cele monastyczne znajdują się w dwóch odrębnych budynkach razem z pomieszczeniami gospodarczymi. W północno-wschodniej części kompleksu znajduje się główna cerkiew monasterska Zaśnięcia Matki Bożej, w sąsiedztwie której znajduje się cmentarz dla mnichów. Monaster prowadzi również ogólnodostępną kaplicę św. Kasjana, przy której działa niewielkie prawosławne centrum kulturalne. 